# 孙继文
孙继文（1955年11月—），男，北京人，中华人民共和国外交官，曾任中华人民共和国驻加蓬共和国特命全权大使。

## 生平
孙继文毕业于比利时蒙斯大学和安特卫普大学，早期先后在驻比利时大使馆、外交部翻译室、联合国日内瓦总部任职。1999年，任常驻联合国代表团参赞。2003年，回任外交部翻译室参赞，后升副主任。2008年，在美国乔治敦大学任访问学者。2009年5月，出任中华人民共和国驻斯特拉斯堡总领事。2012年5月，出任中华人民共和国驻加蓬大使。2016年10月，自驻加蓬大使离任。